# Herbert Buhtz
Herbert Buhtz (Coblenza, 12 aprile 1911 – Berlino, 7 giugno 2006) è stato un canottiere tedesco.

## Palmarès

### Olimpiadi
- 1 medaglia:
  - 1 argento (Los Angeles 1932 nel due di coppia)

### Europei
- 2 medaglie:
  - 1 oro (Milano 1938 nell'otto)
  - 1 argento (Amsterdam 1937 nell'otto)